# Emmanuel Chain
Emmanuel Chain nacido el 5 de agosto de 1962 en Neuilly-sur-Seine (Altos del Sena), es un productor, periodista y ex presentador de televisión francés.
Es especialmente conocido por haber presentado el programa económico Capital en la cadena M6, de 1988 a 2003, por el que ganó personalmente tres 7 d'Or.
Asistió a la escuela secundaria en el Collège Stanislas de Paris y en el Lycée Henri IV y se graduó en HEC Paris, en la promoción de 1985, donde fue compañero de François-Henri Pinault. De 2015 a 2018 fue presidente de la asociación de antiguos alumnos HEC Alumni.
Emmanuel Chain es miembro de Le Siècle y del club Galilée (un think tank profesional), así como del programa Young Leader de la Fundación Franco-Estadounidense (1999).